# Бедфорд-Гайтс (Огайо)
Бедворт-Гайтс (англ. Bedford Heights) — місто (англ. city) в США, в окрузі Каягога штату Огайо. Населення — 10 751 осіб (2010).

## Географія
Бедворт-Гайтс розташований за координатами 41°24′13″ пн. ш. 81°30′9″ зх. д. / 41.40361° пн. ш. 81.50250° зх. д. (41.403645, -81.502516).  За даними Бюро перепису населення США в 2010 році місто мало площу 11,78 км², з яких 11,74 км² — суходіл та 0,03 км² — водойми.

## Демографія
Згідно з переписом 2010 року, у місті мешкала 10 751 особа в 5111 домогосподарстві у складі 2844 родин. Густота населення становила 913 особи/км².  Було 5750 помешкань (488/км²).
Расовий склад населення:
| - 76,9 % — чорних або афроамериканців - 18,7 % — білих - 1,2 % — азіатів - 0,1 % — корінних американців - 1,1 % — осіб інших рас |

До двох чи більше рас належало 2,1 %. Частка іспаномовних становила 2,6 % від усіх жителів.
За віковим діапазоном населення розподілялося таким чином: 19,9 % — особи молодші 18 років, 63,3 % — особи у віці 18—64 років, 16,8 % — особи у віці 65 років та старші. Медіана віку мешканця становила 43,3 року. На 100 осіб жіночої статі у місті припадало 84,9 чоловіків;  на 100 жінок у віці від 18 років та старших — 81,0 чоловіків також старших 18 років.
Середній дохід на одне домашнє господарство  становив 47 558 доларів США (медіана — 36 596), а середній дохід на одну сім'ю — 57 585 доларів (медіана — 50 123). Медіана доходів становила 43 145 доларів для чоловіків та 34 259 доларів для жінок. За межею бідності перебувало 14,9 % осіб, у тому числі 22,0 % дітей у віці до 18 років та 5,6 % осіб у віці 65 років та старших.
Цивільне працевлаштоване населення становило 4563 особи. Основні галузі зайнятості: освіта, охорона здоров'я та соціальна допомога — 25,1 %, виробництво — 20,3 %, науковці, спеціалісти, менеджери — 8,8 %, мистецтво, розваги та відпочинок — 8,8 %.